# ロドルフ (砲艦)
ロドルフ (USS Rodolph) は南北戦争時のアメリカ合衆国海軍の艦艇。tincladと呼ばれる浅吃水の砲艦の一隻。tincladには番号が振られており、「ロドルフ」は48である。
「ロドルフ」は船尾外輪船で、トン数217トン。兵装は当初は32ポンド榴弾砲2門と24ポンド榴弾砲4門で、1864年8月に前者は30ポンド前装施条砲2門に換えられた。
1863年後半にシンシナティで建造され、同年12月31日に34900ドルで海軍が購入し、1864年5月18日ないし28日にニューオーリンズでGeorge D. Uphamの指揮下就役した。
8月、モービル湾の砦の掃討に参加し、23日には「ロドルフ」と「Stockdale」は兵を乗せてFort Morganに着いた。
9月8日から、「ロドルフ」は「Tritonia」、「Stockdale」および兵士を乗せた艀を曳航する陸軍輸送船「Planter」とともに製塩所を破壊する作戦に従事した。作戦部隊はBon Secour川に入り、上陸した部隊は翌日にかけて製塩所を破壊した。続いて同じ艦船は9月10からはBon Secour湾北東部、Fish川の製材所から機関や材木を確保する任務に従事した。11日にそれらを確保したが、帰路南軍の攻撃を受けた。また南軍は木で川をふさいだが、先頭であった「ロドルフ」はそれを突破した。戦闘での人的被害は、海軍側は負傷者3名、陸軍側が負傷者1名であった。
1865年3月28日、モービル攻略戦中にモニター「Milwaukee」が触雷沈没。4月1日、「Milwaukee」引き上げのための装置を積んだ艀を曳航してその沈没場所へ向かった「ロドルフ」は、右舷艦首部に触雷し、沈没した。1名が死亡、11名が負傷し、3名が行方不明となって死亡と推定された。